# The New Humanitarian
The New Humanitarian, précédemment appelé Réseaux d'information régionaux intégrés ou IRIN, est une agence de presse spécialisée à but non lucratif, proposant un service d'information et d’analyses humanitaires. 

Logo de l'IRIN avant que agence de presse soit renommée The New Humanitarian.

## Origines
Les Réseaux d'information régionaux intégrés (IRIN en anglais : Integrated Regional Information Networks) sont créés en 1995 par le bureau de la coordination des affaires humanitaires (BCAH) de l'Organisation des Nations unies (ONU) à la suite du génocide des Tutsis perpétré au Rwanda en 1994,, avec pour objectif d'améliorer la collecte et la circulation d'informations dans le but de renforcer la capacité de la communauté humanitaire à gérer les situations d'urgences. L'IRIN est rattaché à la BCAH jusqu'au 31 décembre 2014, après que l'ONU ait pris la décision d'arrêter son financement,. En janvier 2015, l'IRIN se déclare un média indépendant et, en 2016, inaugure son nouveau siège à Genève, et prend le statut d'organisation non gouvernementale suisse.
En mars 2019, l'IRIN est renommé The New Humanitarian, et Paula Fray (en) est nommée présidente.

## Missions

### En tant que IRIN
Le réseau avait pour mission de mettre des informations brutes et des analyses à la disposition des acteurs engagés dans l'action humanitaire ou le développement économique et développement humain. Ses articles concernaient notamment les pays et les situations peu médiatisées, qui obtenaient ainsi grâce à l'IRIN une meilleure visibilité. L'IRIN se concentrait sur l'Afrique subsaharienne, le Moyen-Orient et l'Asie centrale. 
Son public cible était les décideurs des organisations d'assistance humanitaire, les gouvernements donateurs et des pays couverts par l'IRIN, les organisations de défense des droits de l'homme, les institutions universitaires et les médias.
Parallèlement à ce travail de mise en lumière de contextes parfois oubliés, l'IRIN s'efforçait également de donner des informations dignes de foi aux communautés concernées afin qu'elles puissent prendre des décisions sur leur avenir en toute connaissance de cause.

#### Indépendance
Bien que rattachée au BCAH, la ligne rédactionnelle de l'IRIN était supposée être indépendante et ne pas refléter la position officielle des Nations unies. Malgré cela, l'indépendance au sein de l'ONU était difficile, les contraintes conduisant à de l'autocensure. En 2013, il fut demandé aux journalistes de l'IRIN d'arrêter de couvrir le conflit en Syrie afin de ne pas compromettre les actions de l'ONU,.

## Financement
Jusqu'en décembre 2014, les principaux financeurs étaient les agences d'aide internationale du Canada, du Royaume-Uni, de l'Allemagne, de l'Irlande, du Japon, des Pays-Bas, de la Norvège, du Qatar, de l'Afrique du Sud, de la Suède et de la Suisse, le Programme des Nations unies pour l'environnement (PNUE) et l'International Humanitarian City (IHC) à Dubai,.
Après avoir quitté l'ONU en 2015, le budget de l'IRIN est passé de 11 millions de dollars à 2 millions,. 
En 2016, L'IRIN recevait des fonds des gouvernements suisse et suédois, de la Loterie romande et de fondations philanthropiques en Europe et aux États-Unis.